# Папірниця (Шкофя Лока)
Папірниця (словен. Papirnica) — поселення в общині Шкофя Лока, Горенський регіон, Словенія. Висота над рівнем моря: 381,8 м.